# Maytenus elliptica
Maytenus elliptica är en benvedsväxtart som först beskrevs av Jean-Baptiste Lamarck, och fick sitt nu gällande namn av Krug, Amp; Urb. och Antoine Duss. Maytenus elliptica ingår i släktet Maytenus och familjen Celastraceae. Inga underarter finns listade.